# Хьюстон Аэрос (1994)
«Хьюстон Аэрос» (англ. Houston Aeros) — профессиональный хоккейный клуб, выступавший в Интернациональной хоккейной лиге и в Американской хоккейной лиге. Базировался в городе Хьюстон, штат Техас, США. Являлся фарм-клубом команды НХЛ «Миннесота Уайлд». Основан в 1994 году; в 2013 году переехал в «Де-Мойн, сменив название на Айова Уайлд». Одноимённый клуб существовал в Хьюстоне в 1972—1978 гг. и выступал в ВХА.

## История
В 1994—2001 гг. команда выступала в Международной хоккейной лиге (IHL). В 1999 году стала обладателем Кубка Тёрнера (победителем плей-офф IHL), переиграв в финале «Орландо Солар Бэрс». В 2001 году, после прекращения существования IHL, стала, как и пять других команд IHL, выступать в АХЛ. В 2003 году завоевала Кубок Колдера, переиграв в финале «Гамильтон Буллдогс». В 2011 году «Аэрос» во второй раз дошли до финала Кубка Колдера, но проиграли команде «Бингемтон Сенаторз». 4 мая 2013 года «Аэрос» сыграли свою последнюю игру, проиграв команде «Гранд-Рапидс Гриффинс» со счётом 7:0 в первом раунде плей-офф Кубка Колдера.

## Клубные рекорды
Сезон
- Голы: 47 — Патрик О‘Салливан (2005-06)
- Передачи: 88 — Брайан Уайсмэн (1998-99)
- Очки: 110 — Кирби Лоу (2005-06)
- Штраф: 333 — Горд Доннелли (1995-96)
- Коэффициент пропущенных голов: 2,01 — Джош Хардинг (2004-05)
- Процент отраженных бросков: 93,0% — Джош Хардинг (2004-05)

Карьера в клубе
- Голы: 132 — Марк Фрир
- Передачи: 210 — Марк Фрир
- Очки: 342 — Марк Фрир
- Штраф: 721 — Эрик Рейтц
- Вратарские победы: 126 — Фредерик Шабо
- «Сухие» игры: 18 — Фредерик Шабо
- Количество игр: 469 — Марк Фрир

## Игроки
Список выступавших за клуб игроков, о которых есть статьи в русской Википедии, см. здесь